# Schriftspracherwerb

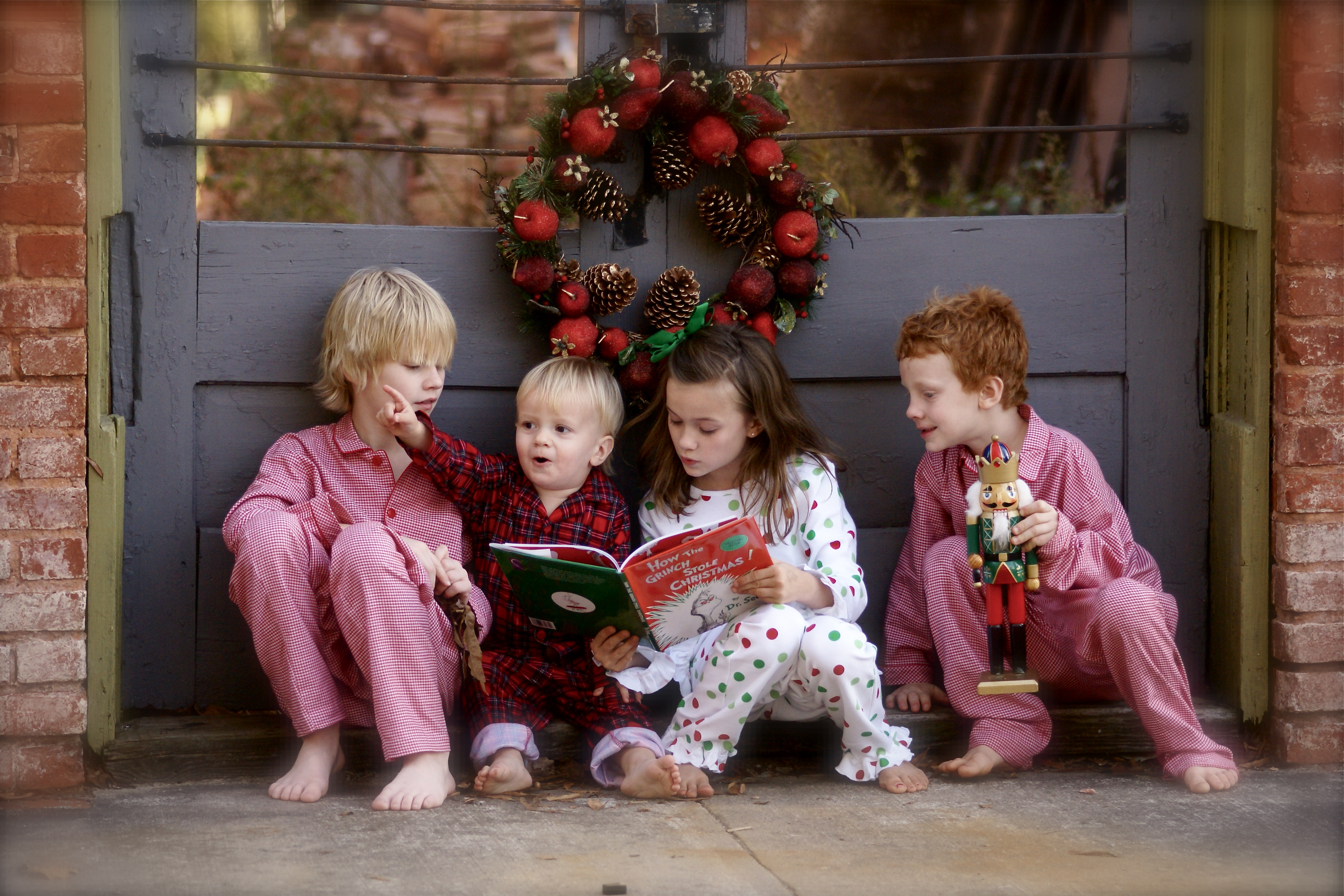
Kinder mit Buch

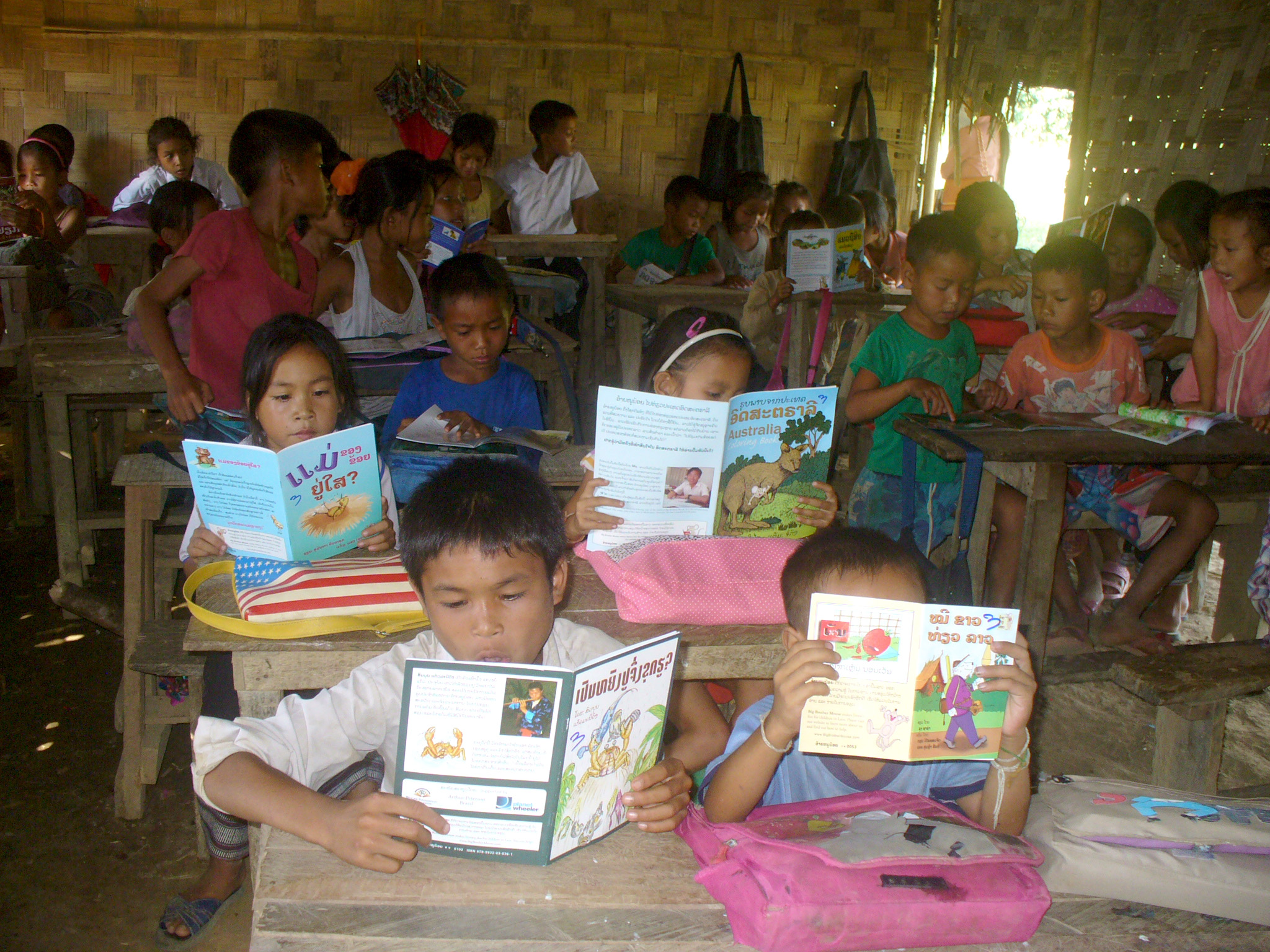
Lesestunde (Grundschule in Laos)

Schriftspracherwerb ist eine Bezeichnung für das Lesen- und Schreiben-Lernen.

## Begriff
Schriftspracherwerb ist ein Begriff der Psychologie und Erziehungswissenschaften für den Entwicklungsprozess von Literalität und schriftsprachlicher Handlungskompetenz. Er integriert die Dimensionen des Ästhetischen, Sozialen und Technischen in ein umfassendes Modell des „Schriftspracherwerbs als Denkentwicklung“.
Schriftspracherwerb wurde erstmals 1976 vom Psychologen Egon Weigl gebraucht für die Synthese der Lernaspekte von Lesen und Schreiben und als Erweiterung ihres bis dato verkürzten Verständnisses als Kulturtechniken. Über den Erwerb dieser Techniken hinaus gelten heute ebenso „Inhalte, Bedeutung und Funktion des Geschriebenen […] als konstitutive Elemente für den Erwerb der Schriftsprache.“
Schriftspracherwerb findet durch Erwerb meist inzidentell statt; in Lehr-Lernsituationen auch implizit und ist zu unterscheiden von Modellen des intentionalen Lernens von Lesen und Schreiben. Zugleich gilt es als erwiesen, dass die grundlegenden psychischen Prozesse beim Schriftspracherwerb auch von den konkreten Methoden des frühen Schreib- und Leseunterrichts abhängig sind. Der Begriff hat Eingang in die Grundschul-Rahmenlehrpläne zahlreicher Bundesländer gefunden.

## Theoretische Modelle des Schriftspracherwerbs
Die Entwicklungspsychologin Uta Frith schlug 1985 ein dreistufiges Erwerbsmodell vor, das in der Forschung breit rezipiert wurde. Sie benannte drei Stufen des Schriftspracherwerbs: die
- logographemische (Einsicht in die Symbolhaftigkeit von Schrift),
- alphabetische (Einsicht in die Buchstabenbindung und den Lautbezug von Schrift) und
- orthographische Stufe (Einsicht in orthographische Regelhaftigkeiten von Schrift)[6] Friths Modell wurde Grundlage differenzierterer Modelle u. a. von Erika Brinkmann und Hans Brügelmann (1994),[7] Klaus B. Günther (1995)[8] und Renate Valtin (1997).[9]

Schriftspracherwerb gilt als ein dem „primären Spracherwerb“ (Sprechenlernen) analoger Entwicklungsprozess; typisch für beide sind Fehler und Übergeneralisierungen in Aussprache bzw. Rechtschreibung. Die Mehrzahl der Autoren halten diese Fehler sowohl für entwicklungspsychologisch notwendig als auch für diagnostisch fruchtbar, da sie den Entwicklungsstand der Lernenden anzeigen.
Als zentrale kognitive Voraussetzungen für den Erwerb von Schriftsprache gelten nach heutigem Forschungsstand eine entwickelte phonologische Bewusstheit, Gedächtnis sowie Aufmerksamkeit.
Es gibt vielfältige Möglichkeiten diese Voraussetzungen zu fördern, wie z. B. durch auditive Wahrnehmungsübungen, die insbesondere auch für mehrsprachige Schüler hilfreich sein können.

## Didaktik des Schriftspracherwerbs

### Historische Leselernmethoden

#### Frühes Mittelalter
Es gibt nur sehr wenige Informationen darüber, wie im frühen Mittelalter Lese- und Schriftkompetenz vermittelt wurde. In der Lebensbeschreibung der Einsiedlerin Wiborada aus dem Kloster St. Gallen aus dem 10. Jahrhundert ist vermerkt, dass ihr Bruder Hitto, Priester in St. Gallen, ihr Psalmen diktierte. Im Unterricht wurden Psalmen in dieser Zeit als erster Lesestoff benutzt. Dann folgten die ersten Schreibübungen, die mit Griffel auf Wachstafeln ausgeführt wurden.

#### Buchstabier-Methode
Spätestens seit Erfindung des Buchdrucks wurde Lesen gelehrt nach dem Vorbild der beweglichen Lettern: als ein Aneinanderreihen von Buchstabennamen. Der Lehrgang verlief meist dreistufig. Zunächst wurden die Buchstabennamen des Alphabets auswendig gelernt, um dann einen Fibellehrgang zum Silbenlesen zu durchlaufen. Schließlich wurde das Buchstabieren von Wörtern kombiniert mit dem Silbe- und Ganzwortlesen. Lernende würden das Lernwort „Vater“ etwa wie folgt aussprechen: „Fau-aa: Faa. Tee-ee-er: ter. Faater“. Im Jahr 1872 wurde die Buchstabiermethode in Preußen amtlich verboten.

#### Lautiermethode
Bereits in der ersten Hälfte des 16. Jahrhunderts konzipierte der deutsche Grammatiker Valentin Ickelsamer eine Lesemethode, die sich nicht an den Buchstabennamen, sondern den Lauten des gesprochenen Wortes orientiert. Er stellte die Anzahl der unterscheidbaren Laute in direkten Bezug zur Anzahl der Buchstaben eines Wortes. Diese Anlehnung der Schrift an die gesprochene Sprache durch Ickelsamer gilt noch heutigen didaktischen Ansätzen als höchst bedeutsam. Größere Verbreitung fand die Lautiermethode allerdings erst knapp dreihundert Jahre später, nach 1802, durch den bayrischen Schulreformer Heinrich Stephani.

Anlaut-Tastatur Gio-Key-Board

#### Anlautmethode
Ein Zeitgenosse Ickelsamers, der Mainzer Drucker Peter Jordan, entwickelte in seinem Werk Leyenschul von 1533 die Lautiermethode weiter, indem er die Anlaute eines Wortes zur Lautgewinnung heranzog. Er schuf dabei die erste Anlauttabelle, welche den Lernenden drei Dinge vor Augen führte: den Buchstaben, ein lautgetreu anlautendes, geschriebenes Wort sowie eine Abbildung (z. B. I – Igel – sowie ein Bild eines Igels). Jordans Anlautmethode wird bis heute in unterschiedlichster Weise angewendet und stetig weiterentwickelt, zu den modernen Varianten zählen Computer-Anlaut-Tastaturen oder kommerzielle Angebote wie die Buchstabenfiguren Die Alphas.

#### Naturlautverfahren
Verwandt mit dem Anlautverfahren ist die oft als Naturlautverfahren bezeichnete Methode des Pädagogen Johann Amos Comenius, welche vermeintlich „natürliche“ Laute wie Tierstimmen zur Lautgewinnung heranzog. In seinem Werk Orbis sensualium pictus von 1658 schlug Comenius vor, Lernende sollten Naturlaute nachahmen, um so Laut und entsprechenden Buchstaben in Verbindung zu bringen. Zum Beispiel zeigte er ein Bild einer Krähe, daneben stand „Cornix cornicatur. Die Krähe krechzet. á á | Aa“. Trotz der Kritik, dass menschliche und tierische Laute nur sehr bedingt miteinander verglichen werden können, ist die Naturlautmethode bis heute in Fibeln präsent.

### Klassische Methoden
Für das Lesen- und Schreibenlernen wächst die Zahl der Unterrichtsmethoden stetig. Prägend für das 20. Jahrhundert war der sogenannte Methodenstreit zweier grundsätzlicher Positionen: synthetisch (einzelheitlich) versus analytisch (ganzheitlich). Die synthetische Methode (zu der auch die Anlautmethode zählt) nahm den Buchstaben bzw. den einzelnen Laut als Ausgangspunkt, die analytische dagegen größere (Sinn-)Einheiten wie Wörter oder auch kurze Sätze. Zahlreiche empirische Studien konnten bei Lernenden kaum Leistungsunterschiede, wohl aber qualitative Unterschiede in der Fehlerhäufung nachweisen, so dass der Schriftsprachdidaktiker Hans Brügelmann 1997 feststellte, beide Methoden seien „nicht gleich gut, sondern gleich schlecht, um Kindern den Zugang zur Schrift zu eröffnen.“

#### Synthetische Methode
Diese Methode verfolgt eine Synthese (= ein Zusammensetzen) von Lauten und Buchstaben zu Silben und Wörtern. Ihr Ablauf wird meist in einer dreifachen Sukzession beschrieben: den Stufen der Lautgewinnung, Lautverschmelzung und des zusammenfassenden Lesens. Zur Lautgewinnung zählen u. a. die oben erwähnte Anlautmethode sowie die Naturlautmethode. Letztere wurde zusammen mit der Empfindungslautmethode (z. B. [m:] für „lecker“) auch Sinnlautmethode genannt, da sie versuchen, einzelnen Lauten einen Sinn beizumessen. Die so gewonnenen Laute sollten die Lernenden dann schnell hintereinander aussprechen, was in der Theorie zu einer Lautverschmelzung führt – gegebenenfalls unterstützt durch phonomimische Gebärden. Auf der dritten Stufe des Lesens sind die Lernenden dann fähig, das Ganze des Wortes und seine Bedeutung zu erfassen, bevor sie es aussprechen.
Methoden, die mit Wortelementen, mit Buchstaben (Alphabet-Buchstabiermethode), mit Lauten (synthetische Lautmethode) oder mit Silben (Silbenmethode) beginnen, werden als synthetische Methoden bezeichnet, weil die Buchstaben, Laute und Silben kombiniert (synthetisiert) werden müssen, um Wörter zu bilden.
- Alphabetmethode

Der erste formale Versuch, Lesen zu lehren, verwendete die Alphabetmethode, bei der jedes Wort buchstabiert wurde. Der New England Primer von 1690 und das Webster American Spelling Book von 1793 basierten auf der ABC-Methode. Dem Schüler wurde zuerst beigebracht, die Buchstaben zu erkennen, und er arbeitete sich dann allmählich zum Wort vor. Neuere Studien zeigen, dass die Kenntnis der Buchstabennamen ein guter Indikator für den Erfolg beim Lesenlernen ist. Ein Schüler, der gelernt hat, einen Namen mit einem Buchstaben zu assoziieren, hat bereits eine grundlegende Lesefähigkeit erworben. Er hat gelernt, eine visuelle Form von einer anderen zu unterscheiden (ein A ist etwas anderes als ein B), und er hat mit diesem Symbol einen Laut und folglich einen Namen und eine Bedeutung assoziiert.
- Synthetische phonische Methode

Die zweite synthetische Methode, die von Lehrern verwendet wurde, war die phonische Methode, die 1534 von Ickelsamer entwickelt und 1782 von Noah Webster in Amerika eingeführt wurde. Während die alphabetische Methode mit dem Namen des Buchstabens beginnt, beginnt die phonische Methode mit dem phonetischen Laut des Buchstabens. Der Schüler lernt die durch die Buchstaben dargestellten Laute und geht allmählich dazu über, die Konsonant-Vokal- und Vokal-Konsonant-Kombinationen und schließlich die Wörter auszusprechen. Leider haben sowohl Laute als auch Buchstaben keine Bedeutung und die meisten Buchstaben der englischen Sprache können verwendet werden, um viele verschiedene Laute zu suggerieren. Ein Teil des Problems wird deutlich, wenn man die Laute betrachtet, die durch „ou“ in den Wörtern „sour“, „pour“, „would“, „tour“, „seeded“ und „couple“ dargestellt werden.
- Silbenmethode

Die dritte synthetische Methode ist die Silbenmethode.

#### Analytische Methode
Historisch gesehen gibt es drei analytische Methoden zum Lesenlernen: die Wortmethode, die Phrasenmethode und die Satzmethode. Sie werden analytische Methoden genannt, weil sie mit dem Wort, der Phrase oder dem Satz beginnen und diese größeren Einheiten dann in ihre Grundelemente zerlegt werden.
- Ganzwortmethode: Dem Lesenlernenden werden ausgewählte, geeignete ganze Wörter präsentiert (zum Beispiel OMA), so dass sich das Wort als Wortbild einprägen kann. In einem weiteren Schritt werden Worte verglichen (zum Beispiel oMa und oPa), wodurch Buchstaben – sozusagen Teile von Wörtern – gelernt werden.
- Ganzsatz-Methode
- Normalsatz-Methode

#### Analytisch-synthetische Methoden
Als Konsequenz des Methodenstreits sind heute sogenannte analytisch-synthetische Methoden verbreitet, die Aspekte der analytischen wie der synthetischen Methode zu einer neuen Methode integrieren. Gemeinsam im Ablauf ist ihnen, dass Lernende zunächst die Folge der einzelnen Laute eines gesprochenen Wortes erkennen (analysieren), dann den analysierten Lauten Buchstaben zuordnen (eine Phonem-Graphem-Korrespondenz herstellen) und abschließend das Wort schriftlich mittels Buchstaben wieder zusammensetzen (synthetisieren).

### Offene Lernangebote
- Der Spracherfahrungsansatz nach Brügelmann gehört zu den methodenintegrierenden Verfahren. Er kann verschiedene offene Lernangebote beinhalten, im Vordergrund steht das gemeinsam kommunikative Handeln oder Informieren. Schreibanlässe werden in sinnvolle Situationen eingefügt, so dass an die Interessen und sprachlichen Erfahrungen der Kinder angeknüpft werden kann (im Gegensatz zum traditionellen Fibellehrgang, in dem alle Kinder zur gleichen Zeit dasselbe, beispielsweise Fu mag Uta, buchstabieren). Hierzu könnten Kinder eigene Texte (wie eine Einladung) verfassen und dabei eigene Interessen zur Geltung kommen lassen; es können schon beherrschte Wörter genutzt werden und neue Wörter mit Hilfe der Buchstabentabelle aufgeschrieben werden.
- Kinder gestalten eigene, individuelle Fibeln
- Beim Lesen durch Schreiben[22] (vgl. Jürgen Reichen) schreiben die Schreibanfänger Wörter mit Hilfe einer Anlauttabelle. Durch die wiederholte sinnvolle Benutzung soll inzidentell die Graphem-Phonem-Korrespondenz gelernt werden, so dass nach einiger Zeit (im Schnitt ein paar Wochen) auf die Buchstabentabelle verzichtet werden könne. Ohne dass das Lesen ausdrücklich Gegenstand des Unterrichts war, sollen die Schüler nach einigen Monaten plötzlich lesen können.

## Organisationen zur Förderung von Lesen und Schreiben
Es gibt etliche Organisationen (Vereine, Initiativen), die sich um Schriftspracherwerb, Leseförderung und Alphabetisierung (Lesefähigkeit) bemühen und so Analphabetismus, Illiteralität und Legasthenie (Lese- und Rechtschreibstörung) entgegentreten.
- Bundesverband Alphabetisierung und Grundbildung
- Bundesverband Leseförderung
- Bundesverband Legasthenie und Dyskalkulie
- Deutsche Gesellschaft für Lesen und Schreiben
- Akademie für Leseförderung
- Arbeitsgemeinschaft Jugendliteratur und Medien
- Stiftung Lesen
- Zeit Punkt Lesen